# 가사초등학교 (경기)
가사초등학교(佳士初等學校)는 대한민국 경기도 평택시에 있는 공립 초등학교이다.

## 학교 연혁
- 1958년 4월 1일 가사 국민학교 개교
- 1958년 12월 2일 초대 심대선 교장선생님 부임
- 1984년 7월 2일 가사 국민학교 병설유치원 개원
- 1996년 3월 1일 가사초등학교로 교명 변경
- 2001년 1월 13일 교사 증축과 유치원 교사신축
- 2002년 1월 29일 교사 외부환경 조성
- 2005년 12월 10일 다목적실(솔마루글터 도서관) 개관
- 2006년 11월 20일 학교평가 우수교 표창(교육감)
- 2007년 1월 15일 도시문화체험 우수교 표창(교육감)
- 2008년 2월 18일 협동장학 우수교 표창(교육감)
- 2008년 12월 10일 학교 체육발전 우수학교 표창(교육감)
- 2008년 12월 30일 자율장학 우수교 표창(교육감)
- 2010년 7월 5일 교원업무경감 우수교 표창(교육감)
- 2010년 9월 29일 전국 도서관운영평가 표창(국무총리)
- 2011년 1월 21일 아름다운 학교 공모 표창(환경부장관)
- 2011년 8월 31일 솔마루글터 도서관 리모델링
- 2012년 12월 1일 평택교육지원청 방과후학교 최우수상 수상
- 2013년 2월 14일 제 54회 졸업식(총 2552명)
- 2013년 3월 1일 6학급 편성(유치원 1학급 편성)
- 2013년 9월 1일 제20대 김성순 교장선생님 부임
- 2015년 2월 12일 제56회 졸업식(총 2573명)
- 2015년 3월 1일 6학급 편성(유치원 1학급 편성)

## 참고 자료
- 가사초등학교 - 한국교육학술정보원 학교알리미